# New Kilpatrick
Pour les articles homonymes, voir Kilpatrick.
New Kilpatrick ou East Kilpatrick est une paroisse civile d'Écosse dans le Dunbartonshire.

## Histoire
Le village est formé en 1649 à partir de la moitié est de la paroisse de Kilpatrick (également connue sous le nom de Kirkpatrick), la moitié ouest formant Old Kilpatrick. 
S'étendant à l'origine sur une vaste zone allant de Strathblane au nord à Baldernock (en) et Summerston (en) (sur la rivière Kelvin) à l'est, jusqu'à Anniesland (en) au sud et Yoker (en) et Duntocher à l'ouest, un quart de la paroisse faisait autrefois partie du comté de Stirlingshire. 
À mesure que la population de la région a augmenté, la paroisse ecclésiastique a diminué en superficie à mesure que les paroisses plus petites étaient séparées et la paroisse ne couvre plus de nos jours qu'une fraction de la ville de Bearsden. L'église paroissiale a été construite en 1649 en pierre locale et remplacée en 1807 par un bâtiment plus grand.
Au XIXe, New Kilpatrick, dont la population était alors de 1 600 habitants, était connu pour ses exploitations de cotons, de tabacs et de papiers.

## Personnalité
- Kenneth MacLeod (1888-1967), jouer de rugby, né à New Kilpatrick.